# 체중계

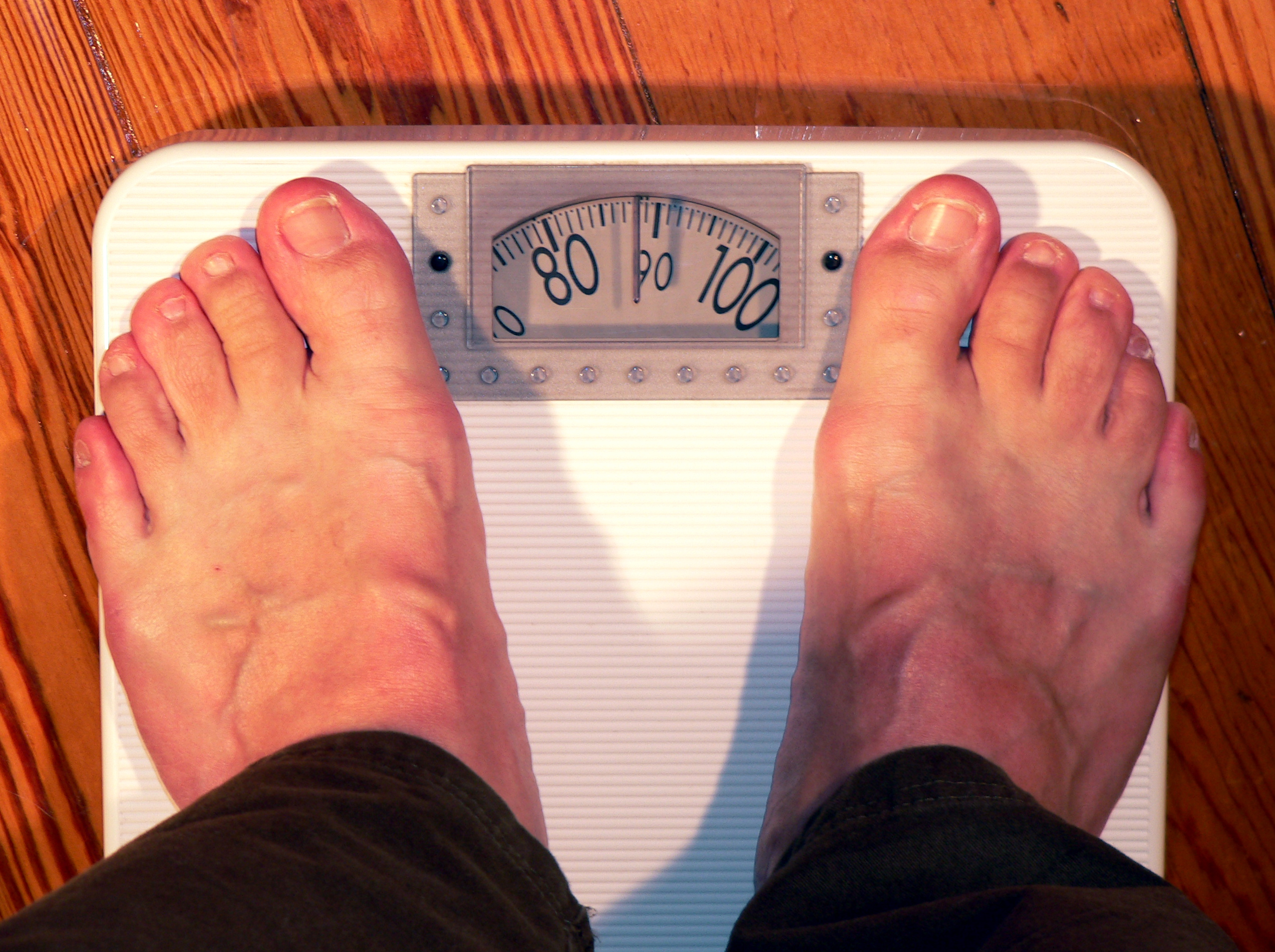
일반 기계식 체중계

체중계(體重計)는 몸무게를 측정하는데 사용되는 일종의 저울이다.

## 종류
크게 기계식 체중계와 전자식 체중계로 분류된다. 기계식 체중계는 주로 스프링을 이용한 것이 많고, 온도와 같은 환경변화에 민감하기 때문에, 영점 조정이 필요하다. 전자식 체중계는 주로 로드셀이라는 무게측정 소자의 압력에 따른 전기저항값의 변화를 사용한다. SI 단위계로 주로 kg(킬로그램)으로 표현하며, 미국과 영국 등에서는 lb(파운드)를 단위로 사용한다.

## 같이 보기
- 저울